# Vakhtang Ier (prince de Moukhran)
Vakhtang Ier de Moukhran (en géorgien : ვახტანგ I მუხრან-ბატონი, Vakhtang I Moukhran-Batoni ; né vers 1510 et mort le 1er octobre 1580) est le 2e prince de Moukhran, une principauté géorgienne dirigée par une branche de la famille royale géorgienne, entre la Kakhétie et le Karthli (Géorgie centrale), qui règne de 1539 à sa mort, en 1580. Important acteur sur la scène politique géorgienne durant le mi-XVIe siècle, Vakhtang Ier sert également en tant que régent du royaume de Karthli, alors en plein centre d'un conflit entre les deux principales puissances du Moyen-Orient de l'époque — l'Empire ottoman et la Perse séfévide —, alors que le chef de jure de ce pays, Simon Ier, est emprisonné dans la forteresse d'Alamut (Iran actuel). Il appartient à l'ancienne dynastie des Bagrations, qui prétendent descendre des rois bibliques David et Salomon.

## Biographie

### Prince de Moukhran
Vakhtang Bagration est né aux alentours de 1510, dans une famille de la haute noblesse géorgienne. En effet, son père, fils cadet du dernier roi de jure de Géorgie Constantin II (1478-1490), est le prince Bagrat Ier de Moukhran, tandis que sa mère est apparemment une princesse du nom d'Hélène (dont les origines sont inconnues). Ainsi, de par son père, Vakhtang se dit descendre d'une longue lignée de rois géorgiens qui règnent depuis le VIIIe siècle sur cette région du Caucase, de même que des rois bibliques David et Salomon.
En 1539, son père abdique pour entrer dans les ordres monastiques sous le nom de Barnabé. Il meurt quelque temps plus tard (vers 1540), mais son fils aîné lui a déjà succédé. Celui-ci hérite d'une principauté qui a été créée en 1512 en tant que zone-tampon entre les royaumes de Karthli et de Kakhétie, qui sont au bord de la guerre. Durant son règne, il doit subir plusieurs attaques des envahisseurs musulmans. Ainsi, en 1557, les Perses occupent éphémèrement Moukhran et prennent en otage le frère de Vakhtang, le cadet Artchil. En 1561, les Phkholes (peuple géorgien du sud de la Ciscaucasie) envahissent à leur tour les domaines du Moukhran-Batoni et tuent un de ses autres frères, Achotan.
Vakhtang a commencé son règne en tant que vassal fidèle de Louarsab Ier de Karthli et reste, aux premières vues, neutre dans les conflits que le monarque mène contre les envahisseurs musulmans. Il agit de même avec son successeur, Simon Ier (1556-1569), mais sa capture lors d'une bataille contre les Perses oblige le prince de Moukhran à investir de plus importantes fonctions.

### Régent de Karthli
Le roi Simon Ier règne en Karthli depuis 1556. Durant la totalité de son règne, il combat les envahisseurs musulmans — Perses aussi bien qu'Ottomans — dans le but de diriger un royaume indépendant. Il réussit à quelques rares occasions à se libérer de la tutelle persane, notamment en 1567, lors de la bataille de Dighomi. Toutefois, après un violent conflit à Partskhissi, en 1569, il est capturé par les forces ennemies et emmené en Perse. Il reste emprisonné durant la prochaine décennie dans la forteresse d'Alamut, en Iran actuel. Dès lors, le souverain pro-persan du sud du Karthli, Daoud-Khan, prétend à la souveraineté sur la totalité du royaume. Mais une grande partie de la noblesse chrétienne, qui ne désire pas voir son suzerain traditionnel se transformer en un musulman, refuse de le reconnaître comme tel et nomment le prince de Moukhran, Vakhtang Ier (qui est le plus puissant noble dans la région, mais aussi le successeur légitime de Simon Ier en sa qualité de membre de la famille royale) comme régent du nord du Karthli.

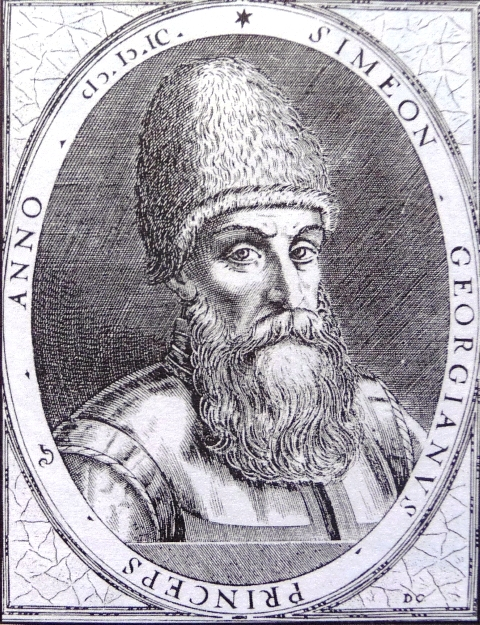
Simon Ier de Karthli

Le pouvoir provisoire de Vakhtang Moukhran-Batoni (« Monsieur de Moukhran ») n'est certes pas aussi fort et centralisé que celui de son ennemi Daoud-Khan. Toutefois, il est sûr que, comme le monarque qu'il remplace, Vakhtang reçoit le support et les encouragements des nobles qui se battent pour la cause patriotique, mais aussi pour la chrétienté. C'est ainsi que, même si Tiflis et Mtskheta sont aux mains du vassal des Perses, les nobles qui ont choisi le prince de Moukhran comme régent de Karthli sont supportés par le Catholicos-Patriarche de toute la Géorgie, Nicolas IV Baratachvili (1562-1584).
Le 20 juillet 1576, pour qu'il puisse assurer ses fonctions de régent, il abdique provisoirement de son trône moukhranien et le Conseil local choisit alors son neveu, le prince Irakli (alors âgé de 16 ans), fils d'Artchil, otage en Perse depuis des années, comme prince par intérim.
En 1576, une troisième guerre débute entre l'Empire ottoman et la Perse séfévide. Le conflit, commencé par Istanbul, a été mis en place dans le but d'intégrer la totalité du Caucase au sein de la sphère d'influence ottomane. Ainsi, Tiflis est prise par les armées de Mustapha Lala Pacha au tout début de la guerre, et Daoud-Khan, se retrouvant sans aide, doit quitter ses principaux domaines pour se réfugier dans la région de Lorri. Le Chah Muhammad Khudabanda décide alors de libérer Simon Ier pour lui faire combattre de son côté contre un ennemi commun. Il est alors renommé « Shah-Navaz Khan » et récupère la capitale karthlienne en 1579. À ce moment, Vakhtang, affaibli par la vieillesse, décide de redonner le trône qu'il a occupé par intérim pendant dix ans au roi légitime.

### Fin de règne et mort
En 1578, Vakhtang Ier retourne dans son fief de Moukhran. Mais, malgré son âge avancé, il ne se repose guère. En effet, la même année, avec l'aide des ducs Elizbar et Amilakhor Bardzim, il réussit à repousser une première tentative d'invasion ottomane. Plus tard, il envoie son jeune neveu Irakli pour combattre les troupes d'Iméréthie, alliées des Ottomans. Il remporte cette bataille, mais est à son tour battu à deux reprises, en novembre 1578. En janvier 1579, Lala Pacha, le général ottoman, réussit à investir le nord du Karthli et prend Gori et Moukhran. Mais il quitte la région à la suite de négociations.
Toutefois, pour des raisons mal connues, le roi Shah-Navaz Khan se range contre le Moukhran et emmène Vakhtang à Cekhvi. Il est apparemment libéré, mais meurt le 1er octobre 1580 à Damdeg. Il a alors régné pendant quarante-et-un ans et a à l'époque près de 80 ans. Son successeur est son fils aîné, Theïmouraz, qui prend le nom de Bagrat II.

## Mariages et descendance
Vakhtang Ier s'est marié deux fois avec des princesses royales, en sa qualité de puissant noble. Sa première union est faite avec Khouarazm, la fille de Georges Ier de Kakhétie. Celle-ci meurt en 1528 et il épouse alors une fille du roi Léon Ier de Kakhétie. Celle-ci lui donne plusieurs enfants, dont :
- Hélène Bagration de Moukhran ;
- Dedis-Imedi Bagration de Moukhran (morte en 1580), épouse vers 1545 le prince Kaïkhosro II de Samtskhe ;
- Teïmouraz Bagration de Moukhran (1572-1624), 3e prince de Moukhran sous le nom de Bagrat II ;
- Kaï-Khosro Bagration de Moukhran (1582-1627), 4e prince de Moukhran ;
- Irakli Bagration de Moukhran.

## Autres

### Source
- (en) Nodar Assatiani et Otar Djaparidze, History of Georgia, Tbilissi, 2009
- (ka) Nodar Assatiani et Guia Djambouria, Histoire de la Géorgie : La Géorgie du XIIe au XVIIIe siècle, t. II, Tbilissi, 2008.
- Marie-Félicité Brosset, Histoire de la Géorgie de l'Antiquité au XIXe siècle, Saint-Pétersbourg, 1849.
- Marie-Félicité Brosset, Chronique géorgienne, Saint-Pétersbourg, 1829.